# Marie Susini
Marie Susini (Renno, 18 gennaio 1916 – Orbetello, 22 agosto 1993) è stata una scrittrice francese di origine corsa.
Nata a Renno in Corsica, studiò presso i religiosi a Vico, poi visse a Marsiglia e a Parigi.
Studiò filosofia, in particolare le opere di Henri Bergson e lettere e studiò all'École du Louvre e al Collège de France.
La sua opera più conosciuta è C'était cela notre amour, mentre la sua opera teatrale Corvara nacque da un consiglio ricevuto da Albert Camus.
Era la compagna del giornalista e scrittore Jean Daniel.
Morì ad Orbetello nel 1993.